# Moviment sacàdic

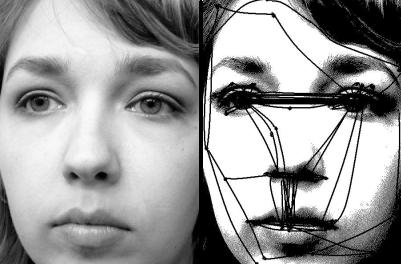
Traces de moviments sacàdics oculars durant l'observació d'un rostre.

Un moviment sacàdic és un moviment breu i ràpid dels ulls entre dues posicions estables (velocitat que varia de 400 a 800 °/s i una durada inferior a 50 ms). Contràriament, en el seguiment visual suau els ulls es mouen suaument en lloc de fer salts. El propòsit d'un moviment sacàdic és portar la imatge d'un objecte a la fòvea el més ràpid possible. No obstant això, els moviments sacàdics també es troben en animals sense fòvea com els conills. El sistema del moviment sacàdic pot col·laborar amb altres sistemes, per exemple durant el nistagme optocinètic i vestibuloocular, així com amb el sistema de vergència i seguiment. el moviment sacàdic pot anar seguit d'un moviment sacàdic de correcció en cas d'incorrecció cap a l'objectiu visual.

## Descripció
Els moviments sacàdics es poden desencadenar de manera exògena, després de l'arribada d'un estímul,en aquest cas, són moviments sacàdics reflexes. També es poden desencadenar de manera endògena, és a dir per voluntat de l'individu, i llavors parlem de moviments sacàdics voluntaris. També hi ha moviments sacàdics cap a un estímul encara no present (moviments sacàdics anticipats), cap a un estímul ja present (moviments sacàdics predictius) o cap a un estímul absent (moviments sacàdics memoritzats). Finalment, podem trobar moviments sacàdics dirigits allunyats de l'estímul (anti-sacàdics), moviments sacàdics realitzats a la foscor total (moviments sacàdics espontanis) i moviments sacàdics realitzats durant el son paradoxal (REM, moviment ràpid dels ulls). També es poden dirigir cap a un so o la ubicació emmagatzemada d'un objectiu a l'espai.
L'exploració visual del nostre món es basa principalment en moviments sacàdics incessants (de mitjana 3 per segon).
Emile Javal es considera generalment un dels primers investigadors en utilitzar el terme «saccade» per descriure moviments oculars ràpids terme emprat en els seus articles publicats entre 1878 i 1879. Al mateix temps, Edwald Hering també va descriure aquests moviments oculars i va utilitzar un aparell auditiu en miniatura, col·locat a les parpelles, que li va permetre " sentir » l'activitat muscular extraocular. Un so breu s'associava amb un moviment sacàdic.
Els moviments sacàdics també es troben en el nistagme ocular. Intersecionen amb els moviments lents (patològics o induïts per una rotació del camp visual) que componen el nistagme ocular.
A França, els ortoptistes estan autoritzats a estudiar i registrar els moviments oculars, incloent els moviments sacàdics.

## Mecanismes
La cinemàtica dels moviments sacàdics obeeix a moltes regularitats : seqüències principals, seqüències principals, llei de Donders , llei de Listing .

### Latència
L'inici d'un moviment sacàdic es pot caracteritzar per la seva latència, és a dir, el temps transcorregut entre la presentació d'un objectiu i l'inici del moviment ocular. Per convenció, l'inici del moviment sacàdic s'identifica tan bon punt els moviments oculars arriben a una velocitat de 30 °/s . Aquesta latència és aproximadament igual a 200 ms en subjectes adults sans, però aquest valor depèn tant de les propietats de l'estímul (luminància, mida, amplitud, contrast, complexitat, diana visible o diana auditiva, etc.), de l'entorn i de l'entorn. l'edat del subjecte, o la presa de substàncies farmacològiques.

### Seqüència principal(velocitat, durada i amplituds)
La seqüència principal representa la relació entre l'amplitud del moviment sacàdic i la seva durada o velocitat màxima. Com més gran és el moviment sacàdic, més ràpid és i més dura. La relació entre amplitud i durada és lineal per a un rang d'amplituds entre 5 i 50 °. Així, a partir d'un valor entre 20 i 30 ms (que representa un moviment sacàdic amb una amplitud d'almenys 5 ° ), la durada del moviment sacàdic augmenta en 2,5 ms per grau addicional de rotació en humans. La velocitat de l'ull augmenta linealment per a una amplitud entre 0,03 ° i 20 ° i després es satura per a amplituds més altes.
A part de l'amplitud del moviment sacàdic, la velocitat i la durada de l'ull no poden ser controlades per la persona, però certs factors poden veure's afectats per l'estat d'alerta del subjecte, i la naturalesa de l'objectiu. els moviments sacàdics més lentes són els moviments sacàdics realitzades a les fosques, els moviments sacàdics cap a un objectiu memoritzat, les dirigides cap a un objectiu auditiu, els moviments sacàdics anticipades i les antimoviments sacàdics (moviments sacàdics dirigides a la direcció oposada a l'objectiu visual). A més a més, els moviments cap avall són més ràpids que els moviments cap amunt.

### El guany (precisió)
La precisió d'un moviment sacàdic es caracteritza pel guany. El guany és la relació entre l'amplitud del moviment sacàdic i l'amplitud del desplaçament de l'objectiu. Quan la moviment sacàdic supera l'objectiu, s'anomena moviment sacàdic hipermètric. Si falla l'objectiu, s'anomena moviment sacàdic hipomètric. A l'assignatura estàndard, aproximadament 10 % de moviments sacàdics no aconsegueixen l'objectiu,.
És normal trobar moviments sacàdics lleugerament hipomètriques en el subjecte estàndard, més encara quan l'objectiu es mou perifèricament i amb una alta excentricitat. De la mateixa manera, es troba una hipermetria per a moviments sacàdics de petites amplituds i quan l'objectiu es mou cap al centre. A més, hi ha hipometria durant els moviments sacàdics ascendents, i hipermetria durant els moviments sacàdics descendents.
Segons l'edat o la condició física, el subjecte pot preferir fer dos petits moviments sacàdics en comptes d'un de gran per arribar a l'objectiu a fixar.
En centrar-se en un objectiu visual, es poden distingir moviments sacàdics més petites anomenades micromoviments sacàdics. Formen part dels anomenats moviments de fixació. Des d'una perspectiva neuronal, sembla que tant les micromoviments sacàdics com les més grans són generades per un substrat neural comú, tal com suggereixen els estudis del col·licul superior o la formació reticular.

## Desenvolupament infantil

### Latència
La latència dels moviments sacàdics horitzontals disminueix gradualment, arribant a valors semblants als adults a partir dels 12 anys. Aquest resultat estaria relacionat amb la maduració de les regions corticals que es fa des de les regions dorsals cap a les regions ventrals. De fet, l'any 2008, els autors citats van demostrar que les zones parietals frontal i posterior implicades en els moviments sacàdics guiats visualment continuen patint mielinització fins a l'adolescència.

### Velocitat
La velocitat dels moviments sacàdics horitzontals i verticals en nens assoleix valors similars als adults molt ràpidament, abans dels 6 anys,.

### Guany
El guany de moviment sacàdic horitzontal va millorant fins almenys als 15 anys.